# Метаболитен еквивалент
Метаболитен еквивалент
Единицата за метаболитен еквивалент или МЕТ представлява съотношението между степента на метаболизма на човек, извършващ активна дейност спрямо степента на остатъчния метаболизъм (когато не е в активно състояние). Една МЕТ мярка се определя като 1 кал/кг/на час и е калорийната консумацията на човека през останалото време. Добър пример за единица МЕТ може да се счита състояние на почивка, последвано от спокоен нощния сън. Това е основната единица, която отличава един човек от друг – и както различните хора имат различен BMR, така и единицата МЕТ е различна за всеки човек. МЕТ може да се приеме като основна единица за количеството енергия, необходима за състоянието на покой, без да се извършва някаква активна дейност.
Единицата МЕТ се използва преди всичко в контекста на аеробната обмяна като мярка за интензивността на извършената дейност. При стойност на МЕТ 2 – 4 извършената работа е лека, докато при интензивен крос (със скорост 12 км/ч) или при изкачване/катерене физическото натоварване може да достигне до 12 или повече МЕТ-а.
Тъй като MET мярката е променлива величина, тя може да се използва единствено при изчисляването на относителния разход на енергия в „контекста“ на параметрите на човека, различни от калорийните разходи, които са неразделен стандарт, независещ от индивидуалността на отделния човек. Например докато един 90 килограмов мъж би изгорил повече калории при разход на енергия 6 METа, то неговият син (тежащ 55 kg) и извършващ същият вид активна дейност, би изгорил по-малко.
MET мерките са особено релевантни по отношение на тези хора, които имат намерение да намалят теглото си, тъй като метовете са просто приближение на нивото на даден вид дейност, което води до изгаряне на калории. Много съвременни апарати могат да измерват МЕТ, въпреки че стойностите са приблизителни, както вече беше описано по горе. Стойността, при която започват да се изгарят калории (Basal Metabolic Rate (основното метаболитно ниво) или ниво на останалия метаболизъм (Resting metabolic rate: RMR)) зависи от отделния индивид.
Някои апарати изчисляват MET въз основа на формула: cpm/kg. Този удобен, неперсонализиран, приблизителен метод се използва често, включително и в научната литература. "Когато човек не спи, но същевременно не извършва някаква активна дейност има основен метаболизъм, равняващ се на 3.5 ml O2/kg/минута или познат още като 1 МЕТ. Една MET се дефинира като енергията, която е необходима, за да седи човек спокойно без да извършва активна дейност. Средно за възрастен човек е необходима една калория на всеки килограм телесна маса и по този начин един човек, тежащ 70 – 75 кг. би изгорил средно 70 калории на час, ако е седнал спокойно или спи.